# Carlo Chenchi
Carlo Chenchi (Palermo, 1740 – Palermo, 18 novembre 1815) è stato un architetto italiano, attivo tra il XVIII e il XIX secolo in Sicilia.
I suoi lavori raffigurano la transizione dal tardo barocco al neoclassico della cultura architettonica della Sicilia.

## Biografia
Nacque a Palermo da Giuseppe Chenchi viennese e da Maria Antonia Lugaro di Palermo. Studiò a Napoli presso l'Accademia di Belle Arti e fece tirocinio per cinque anni presso lo studio dell'architetto Luigi Vanvitelli, che lo impiegò come assistente di cantiere nell'edificazione del ponte di Maddaloni (opera complementare dell'Acquedotto Carolino) e del velario della Reggia di Caserta. Frequentò gli ambienti culturali dell'aristocrazia napoletana, grazie ai favori del primo ministro Giuseppe Beccadelli di Bologna marchese della Sambuca. In Campania fece esperienza dell'evoluzione architettonica dei siti reali borbonici, conoscenza che sfrutterà anni dopo in Sicilia.
Dopo un concorso che lo vide vincitore sulla raffigurazione di templi dell'età classica raggiunse la Sicilia alla fine del 1779, ed ottenne (con regio dispaccio il 30 agosto) una posizione di rilievo nell'ambiente professionale con la carica di "Architetto delle Antichità di Sicilia", dai due maggiori esponenti della salvaguardia e conservazione dei beni storici dell'Isola, l'archeologo Gabriele Lancillotto Castelli (principe di Torremuzza regio custode per le Antichità del Val di Mazara) e Ignazio Paternò Castello (principe di Biscari e regio custode per la Val Demone e Val di Noto). L'impiego fu subordinato alle lettere di presentazione che l'architetto fece pervenire a Castelli.

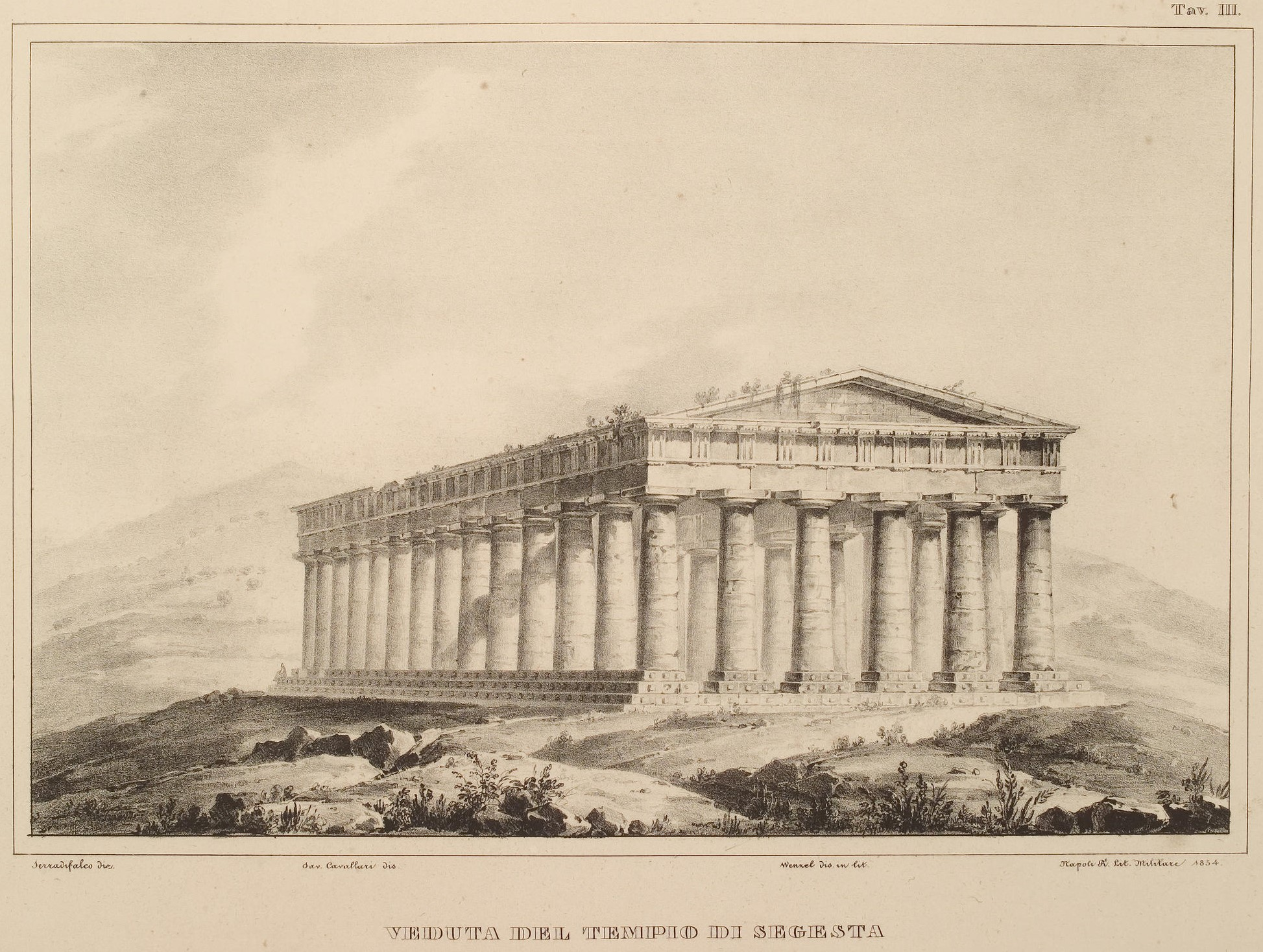
Tempio di Segesta

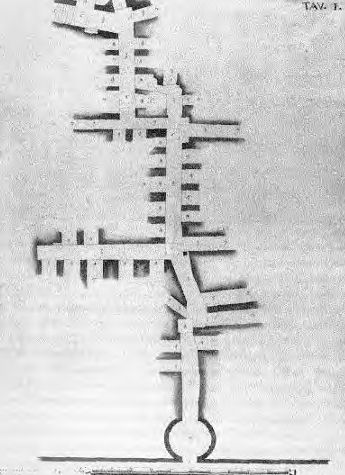
Disegno delle catacombe d'Ossuna, di Carlo Chenchi

Avviò i primi interventi di restauro del castello di Maredolce e si occupò nel 1782 secondo i principi enunciati da Francesco Milizia, della progettazione a struttura monumentale del cimitero di Santo Spirito di Palermo, per volere del viceré Domenico Caracciolo. Quest'ultimo richiese all'architetto anche la progettazione di un nuovo teatro da realizzarsi nella città, i cui disegni furono visonati e favorevolmente apprezzati dall'architetto francese Leon Dufourny in quel periodo residente nel capoluogo, ma la costruzione non ebbe luogo per mancanza di fondi.
Richiamato a Napoli da re Ferdinando, fu insignito della carica di architetto camerale e gli fu ordinato di eseguire disegni topografici di tutti i boschi della Sicilia di pertinenza reale.
Negli stessi anni eseguì disegni e rilievi del patrimonio archeologico della città di Catania. Tra i quali, le terme dell’Indirizzo, l’Ipocausto sotto il monte di Santa Sofia, i due sepolcri nella selva dei Padri minimi osservanti e il sepolcro nella chiesa di San Girolamo. Ma, tra le rappresentazioni più prestigiose rimane il monumento funebre romano della tomba di via Sanfilippo nota come “ipogeo quadrato”.
Negli anni 1780, fece continui sopralluoghi nei siti archeologici delle antichità classiche della Sicilia. Concluse il primo consistente intervento di restauro del tempio di Segesta, ma nella sostituzione della seconda colonna da sinistra del prospetto orientale colpita da un fulmine si avvalse di adoperare materiale del luogo con diverso colore, facendo scoppiare un'accesa polemica. Lavorò per il restauro dei Templi della Concordia (1787) e di Giunone (1788) presso la valle dei templi di Agrigento e di molti altri siti nell'Isola. I disegni eseguiti fedelmente furono spediti e collocati nella regia di Portici a Napoli per volere del sovrano.
Su progetto di Ferdinando Fuga, insieme all'architetto Giuseppe Venanzio Marvuglia si occupò del restauro della volta e della cupola della cattedrale di Palermo, del portico meridionale e della riconfigurazione della parte absidale.

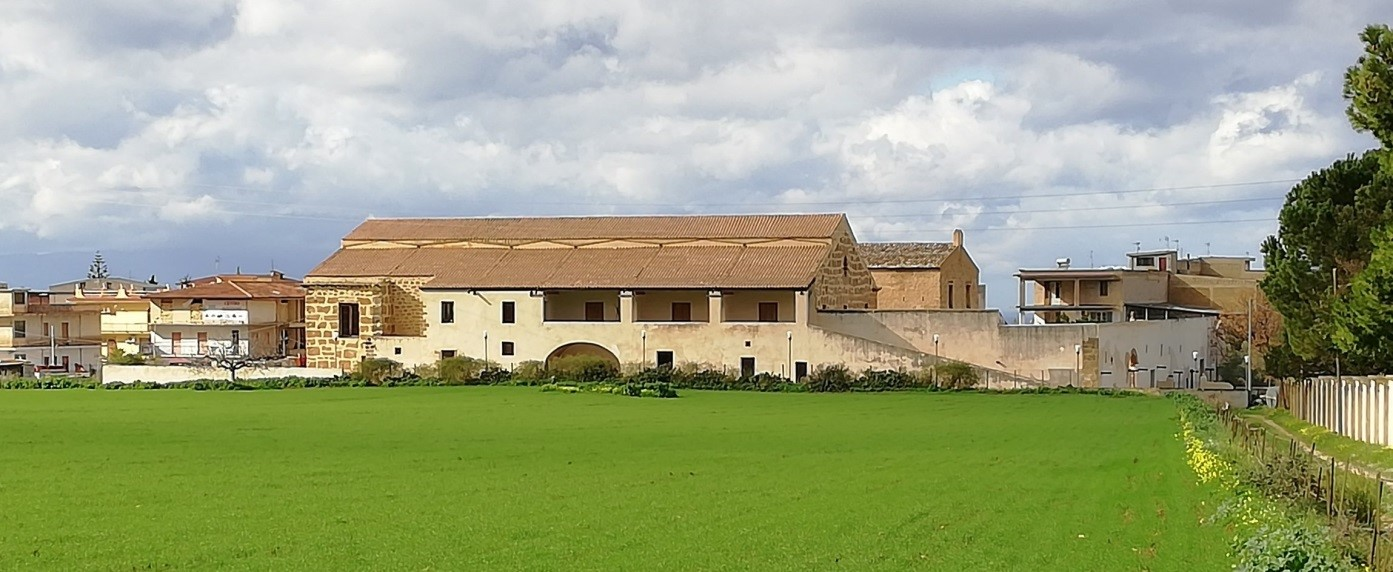
La Real Cantina Borbonica

A Palermo eseguì rilievi con disegni delle catacombe di Porta d'Ossuna, sistemò piazza della Bocceria "Vucciria", si  occupò del restauro del palazzo della famiglia Branciforti, principi di Butera e del palazzo Sambuca (detto Torre Maniace) di proprietà del primo ministro Beccadelli.

A Mazzara del Vallo intervenne nel restauro della chiesa di Santa Caterina d'Alessandria, costituita da un'unica navata con decorazioni in stucco di stile neoclassico. Nella facciata esterna spicca un portale monumentale con arco a tutto sesto adornato con fregi, cornici e angioletti.       

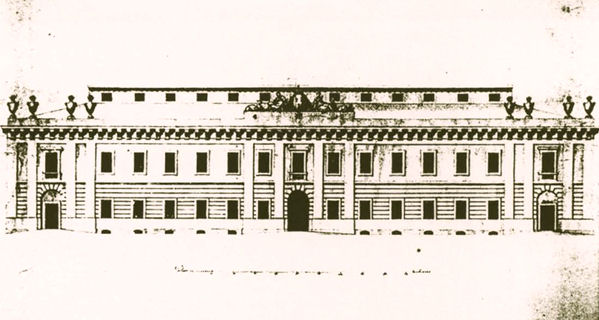
Prospetto principale della real casina di Ficuzza, di Carlo Chenchi

Nominato "Ingegnere dei Beni della Real Commenda della Magione" di Palermo (di cui Felice Lioy era intende generale), otterrà diversi incarichi quali, riprogettare l'espansione dell'insediamento rurale del borgo della Filaga (frazione di Prizzi), che prenderà il nome di San Ferdinando Bon Riposo. Come pure stimare le terre e la casina di Ballo che, re Ferdinando aveva comprato a Partinico dal marchese Francesco Paolo del Castillo in contrada Ballo (insieme ad altre contrade acquistate negli anni successivi si costituirà il Real Podere). Subito dopo l'acquisto su incarico regio presenterà tre diverse proposte di restauro della casina che, terminati i lavori prenderà il nome di real Casina di Partinico. All'interno del real Podere inoltre, nel 1800 in contrada Crocifisso iniziarono i lavori della Real Cantina Borbonica per la manipolazione delle uve e custodia dei vini in botti di legno e tine in pietra. 
La sua opera maggiore che lo vide progettista e direttore dei lavori fu la Real Casina di Caccia di Ficuzza a Corleone, da adibire a residenza estiva e venatoria del sovrano. Il piano di lavoro si concluse con modifiche dell'architetto Giuseppe Venanzio Marvuglia nel 1807.
Il suo massimo contributo nella cultura architettonica rimane il restauro dei monumenti classici nell'Isola, disciplina nuova che sancisce la nascita del restauro come materia autonoma distinta dalla progettazione del nuovo.

## Incarichi
Architetto delle antichità di Sicilia dal 1779 al 1815, con onze 150 l'anno.
Architetto camerale
Ingegnere della gran Commenda della Magione di Palermo, dal 30 novembre 1787 con onze 120 l'anno.